# Sierra de Marão
La sierra de Marão (en portugués: Serra do Marão) es una sierra que tiene la sexta mayor elevación del Portugal continental, con 1415 m de altitud y 689 m de prominencia. Se sitúa en la región de transición del Douro Litoral al Alto Douro. 
En el punto más alto se encuentra el vértice geodésico de Marão y el Observatorio Astronómico de Marão.
Su inercia confiere al clima de interior transmontano un carácter más continental. Presenta una buena mancha vegetal, aunque sean frecuentes los incendios de verano, esencialmente constituida por pinos. La viña es la cultura dominante en las zonas habitadas de sus laderas meridionales.
Geológicamente está compuesta o por largas manchas esquistosas o graníticas, existiendo en la zona de la localidad de Campanhó una pequeña bolsa calcárea, que es explotada para fines agrícolas (para corrección de la acidez de los suelos).
A lo largo de la sierra se encuentran diversas instalaciones abandonadas de explotación de minas de wolframio que tuvieron su auge en los tiempos de la Segunda Guerra Mundial.
Grandioso obstáculo natural, atrasó de forma significativa el progreso del Interior Transmontano hasta el siglo XIX. Esquivándola por el sur, la Línea del Duero se convirtió en la vía más rápida para rebasar el Marão desde la década de 1880, para donde convergirán otras vías férreas paralelas al Marão, garantizando un flujo de pasajeros y mercaderías continuo. Con la llegada de la EN15, la situación poco cambio, dadas las características de esta sinuosa carretera de montaña presentes aún hoy. La IP4 fue la primera carretera nacional en marcar de forma visible un cambio en el acceso entre Trás-os-Montes y el Litoral, pero debido a su trazado todavía el Marão constituye un peligroso punto de paso, sumando accidentes entre las ciudades de Amarante y Vila Real.
Fue recientemente adjudicada la obra de prolongamiento de la A4 (duplicación de la IP4) entre Amarante y Vila Real, desde donde será alargada hasta Braganza y la frontera de Quintanilha, recibiendo el distrito de Braganza su primera autopista. El Marão será atravesado por el mayor túnel vial del país, y uno de los mayores de la península ibérica.